# Westhausen (bij Gotha)
Westhausen is een gemeente in de Duitse deelstaat Thüringen, en maakt deel uit van de Landkreis Gotha.
Westhausen telt  inwoners.
De gemeente maakte deel uit van de Verwaltungsgemeinschaft Mittleres Nessetal tot dit op 1 januari 2019 werd opgeheven en werd Westhausen opgenomen in de op die dag gevormde gemeente Nessetal.